# Toppserien 2015
La Toppserien 2015 è stata la 32ª edizione della massima serie del campionato norvegese femminile di calcio. La competizione è iniziata il 28 marzo 2015 con la 1ª giornata ed è terminata il 7 novembre 2015 con i play-off promozione-retrocessione. La squadra campione in carica era lo LSK Kvinner – che aveva vinto il titolo per la seconda volta nella sua storia nella passata edizione – e che è riuscito ad imporsi nuovamente al termine dell'annata.

## Stagione

### Formula
Le 12 squadre partecipanti si affrontano in un girone di andata e ritorno per un totale di 22 giornate.

La squadra campione di Norvegia ha il diritto di partecipare alla UEFA Women's Champions League 2016-2017 partendo dai sedicesimi di finale.

La penultima classificata affronta la seconda classificata in 1. divisjon nello spareggio promozione-retrocessione.

L'ultima classificata retrocede direttamente in 1. divisjon.

### Novità
La prima classificata della 1. divisjon 2014, il Sandviken, è stata promossa al posto del retrocesso Grand Bodø. L'Amazon Grimstad ha mantenuto il posto in Toppserien dopo aver sconfitto il Sarpsborg 08 nei play-off promozione-retrocessione.

## Squadre partecipanti
| Club            | Allenatore        | Città      | Stadio                  | Terreno                | Capacità | Posizione 2014          |
| --------------- | ----------------- | ---------- | ----------------------- | ---------------------- | -------- | ----------------------- |
| Amazon Grimstad | Margunn Haugenes  | Grimstad   | Levermyr Stadion        | Erba naturale          | 2 010    | 11º posto in Toppserien |
| Arna-Bjørnar    | Bjarne Hagen      | Arna       | Arna Idrettspark        | Erba naturale          | 1 100    | 3º posto in Toppserien  |
| Avaldsnes       | Tom Nordlie       | Avaldsnes  | Avaldsnes Idrettssenter | Erba naturale          | 1 000    | 5º posto in Toppserien  |
| Klepp           | Jón Páll Pálmason | Klepp      | Klepp Stadion           | Sintetico misto erba   | 2 505    | 9º posto in Toppserien  |
| Kolbotn         | David Brocken     | Kolbotn    | Sofiemyr Stadion        | Erba naturale          | 3 400    | 4º posto in Toppserien  |
| LSK Kvinner     | Monica Knudsen    | Lillestrøm | LSK-hallen              | Sintetico misto erba   | 2 300    | Campione di Norvegia    |
| Medkila         | Roy Berntsen      | Harstad    | Harstad Stadion         | Sintetico misto sabbia | 4 000    | 3º posto in Toppserien  |
| Røa             | Geir Nordby       | Oslo       | Røa Kunstgress          | Erba sintetica         | 543      | 6º posto in Toppserien  |
| Sandviken       | Øyvind Nordtveit  | Bergen     | Stemmemyren Kunstgress  | Erba sintetica         | 1 000    | 1º posto in 1. divisjon |
| Stabæk          | Øyvind Eide       | Bærum      | Nadderud Stadion        | Erba naturale          | 7 000    | 2º posto in Toppserien  |
| Trondheims-Ørn  | Trond Schjølberg  | Trondheim  | Ranheim Arena           | Erba sintetica         | 2 000    | 8º posto in Toppserien  |
| Vålerenga       | Leif Tsolis       | Oslo       | Vallhall Arena          | Erba sintetica         | 5 5000   | 7º posto in Toppserien  |

## Classifica
|                     | Pos. | Squadra         | Pt | G  | V  | N | P  | GF | GS | DR  |
| ------------------- | ---- | --------------- | -- | -- | -- | - | -- | -- | -- | --- |
| Norvegia (bandiera) | 1.   | LSK Kvinner     | 56 | 22 | 18 | 2 | 2  | 58 | 16 | +42 |
|                     | 2.   | Avaldsnes       | 51 | 22 | 16 | 3 | 3  | 60 | 15 | +45 |
|                     | 3.   | Røa             | 38 | 22 | 10 | 8 | 4  | 32 | 24 | +8  |
|                     | 4.   | Stabæk          | 37 | 22 | 10 | 7 | 5  | 32 | 17 | +15 |
|                     | 5.   | Kolbotn         | 32 | 22 | 9  | 5 | 8  | 45 | 28 | +17 |
|                     | 6.   | Klepp           | 30 | 22 | 8  | 6 | 8  | 36 | 46 | -10 |
|                     | 7.   | Arna-Bjørnar    | 26 | 22 | 7  | 5 | 10 | 35 | 45 | -10 |
|                     | 8.   | Trondheims-Ørn  | 24 | 22 | 7  | 3 | 12 | 27 | 38 | -11 |
|                     | 9.   | Sandviken       | 21 | 22 | 5  | 6 | 11 | 23 | 36 | -13 |
|                     | 10.  | Vålerenga       | 21 | 22 | 6  | 3 | 13 | 22 | 42 | -20 |
|                     | 11.  | Medkila         | 17 | 22 | 5  | 2 | 15 | 28 | 63 | -35 |
|                     | 12.  | Amazon Grimstad | 15 | 22 | 4  | 4 | 14 | 22 | 50 | -28 |

Legenda:

      Campione di Norvegia e ammessa alla UEFA Women's Champions League 2016-2017

 Ammessa allo spareggio promozione-retrocessione

      Retrocessa in 1. divisjon 2016

Tre punti a vittoria, uno a pareggio, zero a sconfitta.
La classifica viene stilata secondo i seguenti criteri:
- Punti conquistati
- Differenza reti generale
- Reti totali realizzate
- Punti conquistati negli scontri diretti
- Differenza reti negli scontri diretti
- Reti realizzate in trasferta negli scontri diretti (solo tra due squadre)
- Reti realizzate negli scontri diretti
- play-off (solo per decidere la squadra campione, l'ammissione agli spareggi e le retrocessioni)

## Spareggi

### Play-off promozione-retrocessione
|            |       |            | Città e data              |
| ---------- | ----- | ---------- | ------------------------- |
| Grand Bodø | 0 – 3 | Medkila    | Bodø, 14 novembre 2015    |
| Medkila    | 5 – 0 | Grand Bodø | Harstad, 21 novembre 2015 |

## Statistiche

### Classifica marcatori
| Gol |  |  | Giocatore                  | Squadra        |
| --- |  |  | -------------------------- | -------------- |
| 22  |  |  | Isabell Herlovsen          | Lillestrom     |
| 19  |  |  | Cecilie Pedersen           | Avaldsnes      |
| 13  |  |  | Hege Hansen                | Klepp          |
| 11  |  |  | Lene Mykjåland             | Lillestrom     |
| 10  |  |  | Elise Thorsnes             | Avaldsnes      |
| 10  |  |  | Lisa-Marie Karlseng Utland | Trondheims-Orn |
| 9   |  |  | Hólmfríður Magnúsdóttir    | Avaldsnes      |
| 9   |  |  | Emilie Haavi               | Lillestrom     |
| 9   |  |  | Synne Skinnes Hansen       | Røa            |
| 8   |  |  | Gry Tofte Ims              | Klepp          |
| 8   |  |  | Rosie Malone-Povolny       | Medkila        |